# Service de santé des armées
Pour les articles homonymes, voir SSA.
Le Service de santé des armées (SSA) est un service interarmées des armées françaises. Il est commandé par la direction centrale du Service de santé des armées (DCSSA), placée sous l'autorité directe du chef d’État-Major des armées (CEMA). Depuis le 1er juillet 2023, le directeur central est le médecin général des armées Jacques Margery.
Sa mission prioritaire est le soutien médico-chirurgical, en toutes circonstances, des forces armées françaises et des organismes du ministre des Armées, sur le territoire national et sur les théâtres d'opérations extérieurs. Il est compétent en matière de soins, d'aptitude médicale et d'expertise, de prévention, d'enseignement et de recherche dans les domaines médical, pharmaceutique, paramédical, odontologique et vétérinaire.

## Historique

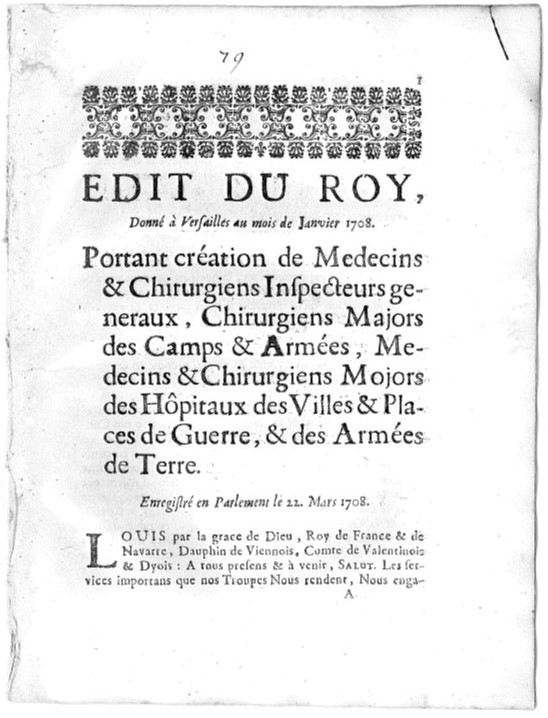
Édit de Louis XIV, daté de janvier 1708 portant création des charges de médecins et chirurgiens militaires, considéré comme l'acte fondateur d'un Service de santé aux armées.

Les services de santé militaires (c'est-à-dire ceux de l'armée qui deviendra au XXe siècle l'armée de terre) ont été institués par Louis XIV par l'édit du 17 janvier 1708 établissant les offices de médecins et chirurgiens royaux.
Les premières écoles de chirurgien de marine sont créées à Rochefort (1722), Toulon (1725) et Brest (1731). Les médecins et chirurgiens de marine reçoivent un uniforme en 1767.

Durant la Révolution française et l'ère napoléonienne (1799-1815), des changements ont été opérés pour s'adapter aux guerres incessantes caractéristiques de cette période. Ainsi, un hôpital militaire fut implanté dans l'ancienne abbaye du Val-de-Grâce à Paris.

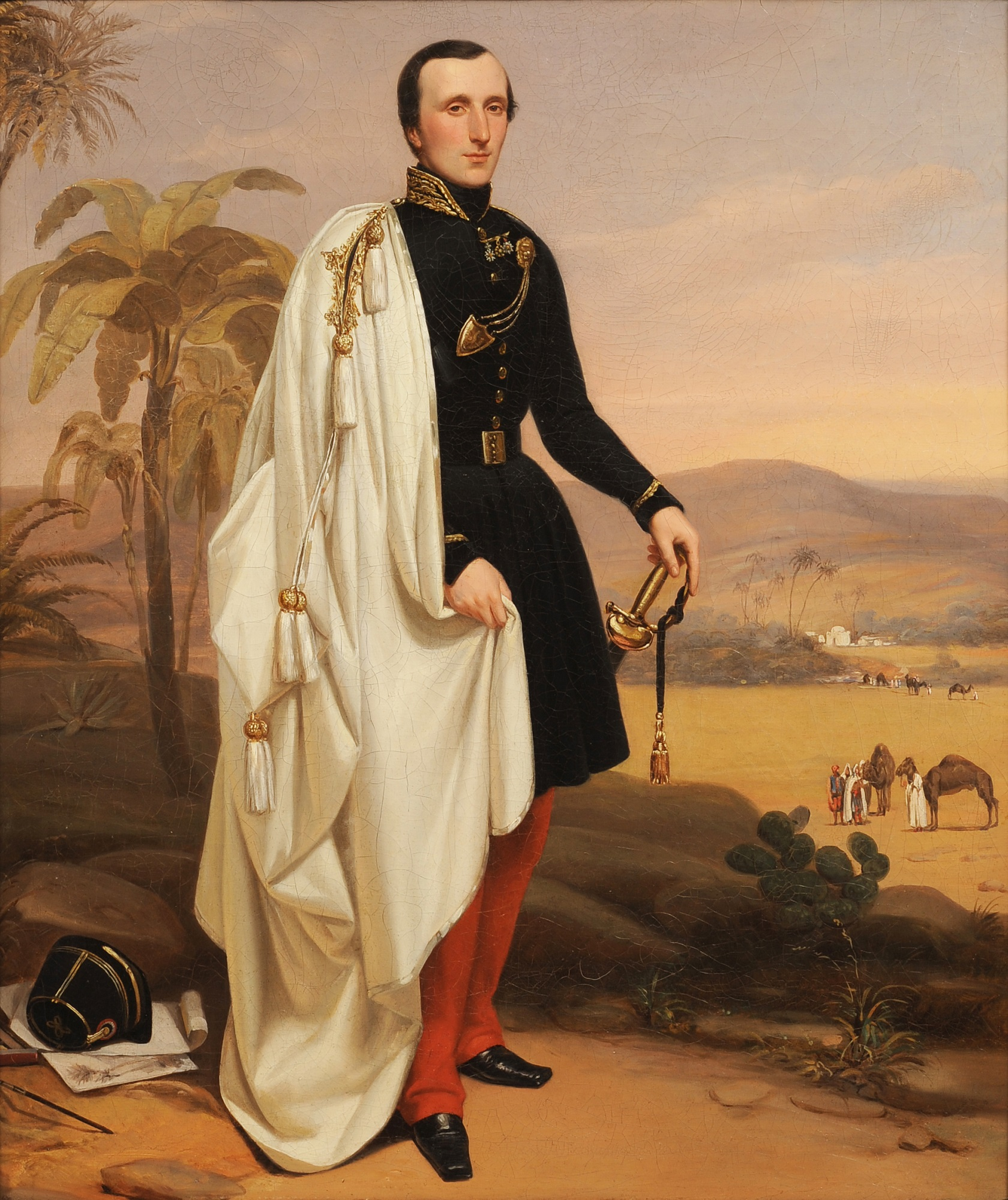
Portrait d’un médecin de l'Armée d’Afrique, en Algérie vers 1850 (Musée de l'Armée, Paris).

Louis-Napoléon Bonaparte, président, crée une école d'application pour les médecins et pharmaciens de l'armée à l'hôpital du Val-de-Grâce à Paris en 1850. Devenu Napoléon III, il crée une école préparatoire à Strasbourg en 1856.
En 1882, le Parlement français, par la loi du 11 mars, crée une direction du Service de Santé de l'Armée, ayant une indépendance technique au sein du ministre de la Guerre. L'autonomie est rendue complète par la loi du 11 juillet 1889. À la suite de cela, huit hôpitaux ainsi que des agences de recherches et de ravitaillement sanitaire furent progressivement créés.

En 1888, le décret du 26 décembre crée l'école du service de santé militaire de Lyon, en remplacement de celle de Strasbourg (pour l'Armée de terre), elle sera aussi celle de l'Armée de l'air à sa création en 1934.

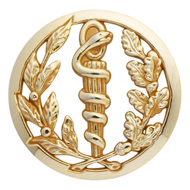
Insigne de béret du SSA.

En 1890, l'école de santé navale et des colonies de Bordeaux est créée, les autres écoles (Rochefort, Toulon, et Brest) deviennent « Écoles annexes » et seront supprimées en 1963. En 1900, les Troupes de Marine deviennent Troupes Coloniales. Le ministère de la Guerre les met à disposition du ministère des Colonies durant leur présence Outre-Mer.
En 1905, une école spéciale est créée à Marseille, sous l’appellation d’École d'application du service de Santé des Troupes coloniales, plus connue sous le nom d’École du Pharo et devenue en 1975 l’Institut de médecine tropicale du service de santé des armées. Les stagiaires y sont admis selon leur rang de sortie de Bordeaux ou de Lyon. L'école est sous double administration du ministère de la guerre et de celui des colonies jusqu'en 1962.
En 1948, une Direction centrale des Services de santé Terre, Air, Mer est créée. En 1962, elle reçoit le transfert de l'administration du service de santé des troupes de marine (ex Troupes coloniales). En 1965, les pharmaciens-chimistes sont réunis en un corps unique interarmées
Dans le même esprit, en 1964, la direction centrale devient Direction centrale du Service de santé des armées, dès lors tous les ex-services de santé militaires (marine, armée de terre, troupes de marine, armée de l'air) fusionnent en un seul service de santé des armées. En 1971, les écoles de Bordeaux et de Lyon prennent le nom d'écoles du service de santé des armées (ESSA).
Le 2 juillet 2011 a été créée à Bron, l'école de santé des armées, centre unique de formation initiale des médecins et des pharmaciens des armées pendant les deux premiers cycles d’études universitaires.
L'école de santé des armées est instituée héritière, par filiation directe, des patrimoines de tradition des écoles du service de santé des armées de Bordeaux et Lyon-Bron.
Le drapeau de l'école de santé des armées porte l'inscription « AFN 1952-1962 » et les décorations suivantes : croix de la Légion d'honneur ; croix de guerre 1914-1918 avec palme ; croix de guerre 1939-1945 avec palme ; croix de guerre des théâtres d'opérations extérieurs.
Jusqu'en 2011, le SSA était aussi chargé de la gestion administrative des aumôniers militaires. Ils dépendent depuis 2012 du service du commissariat des armées.

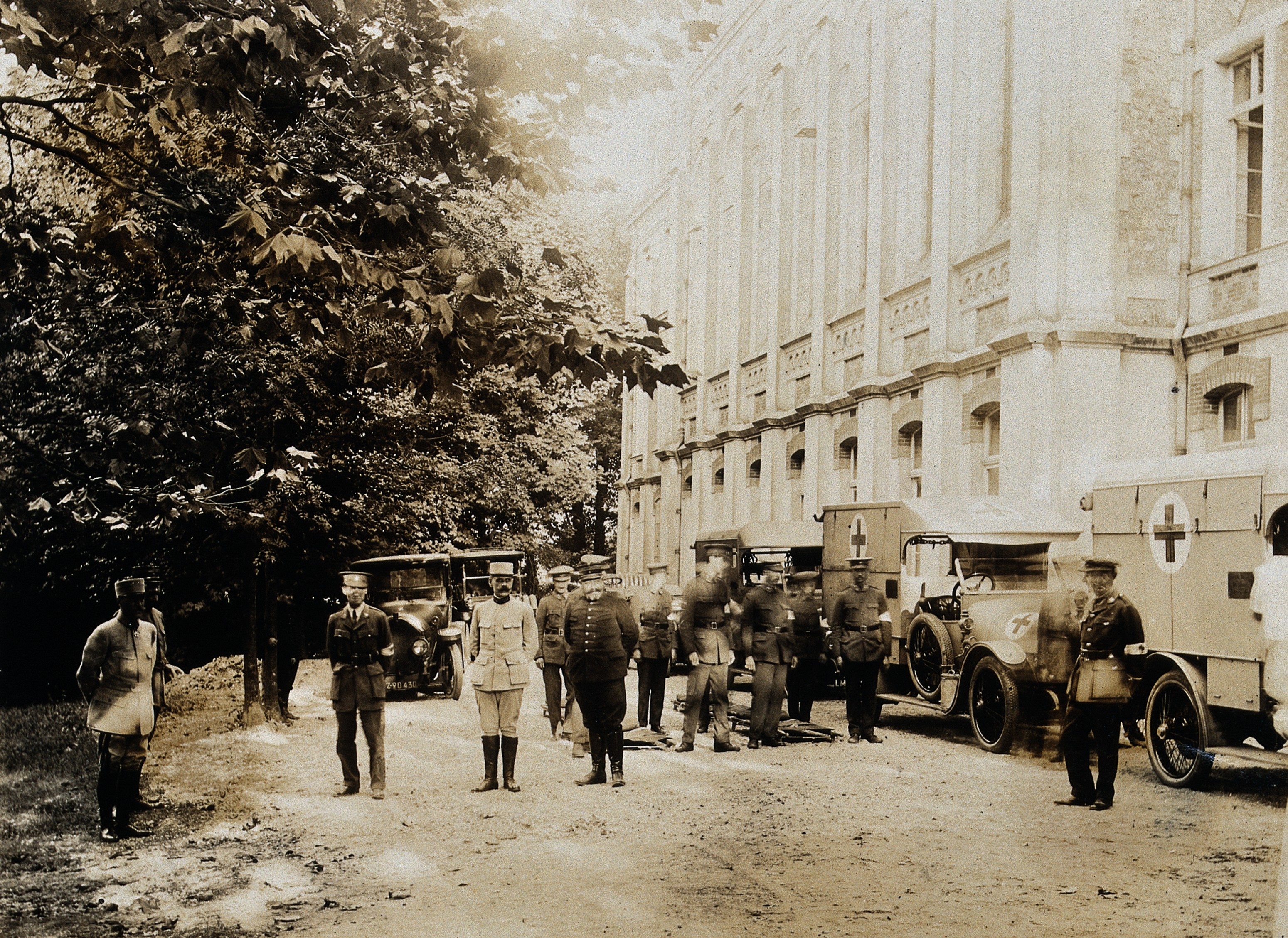
L’hôpital militaire de Ris-Orangis en 1916.
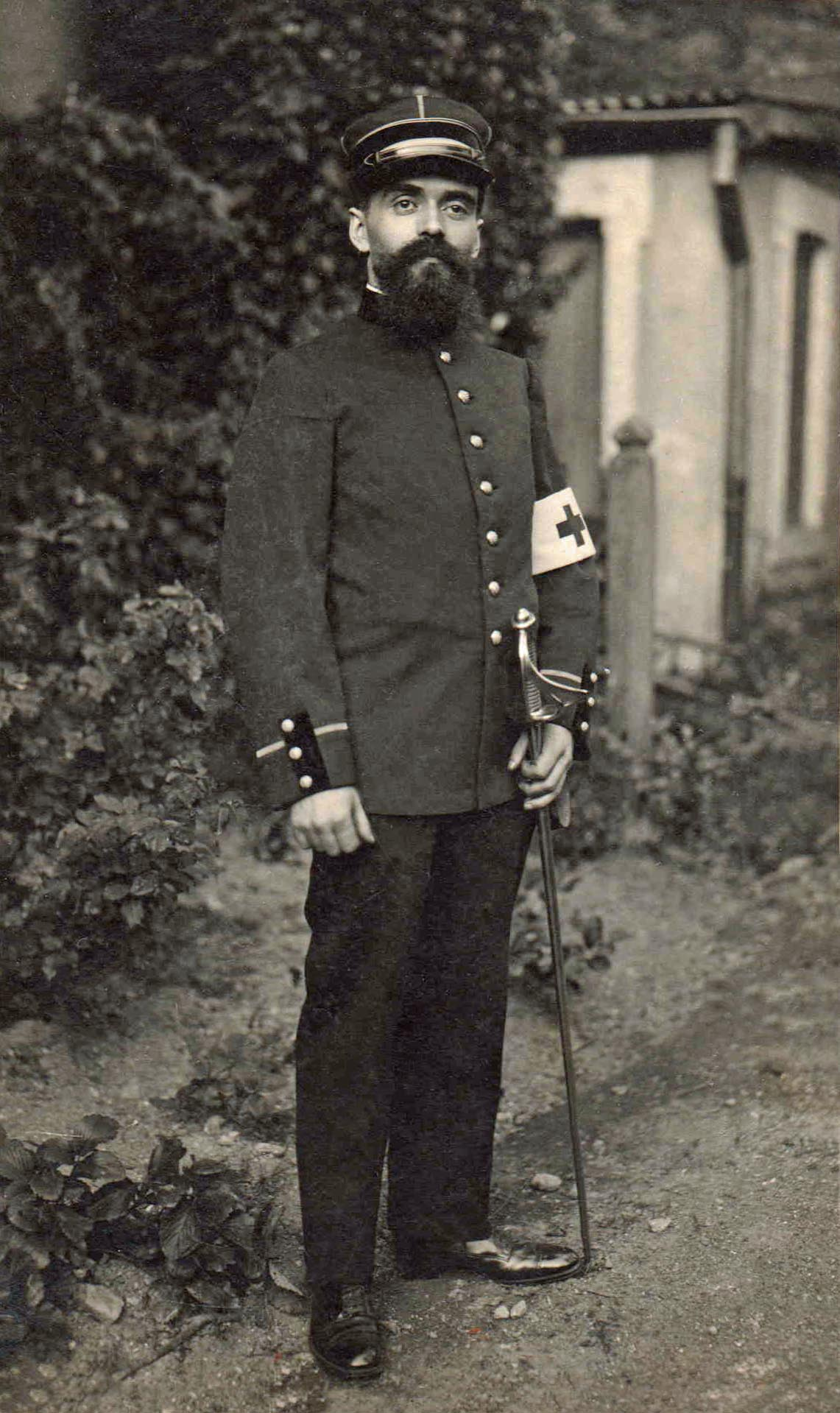
Sous-lieutenant du service de santé des armées (1914-1918).
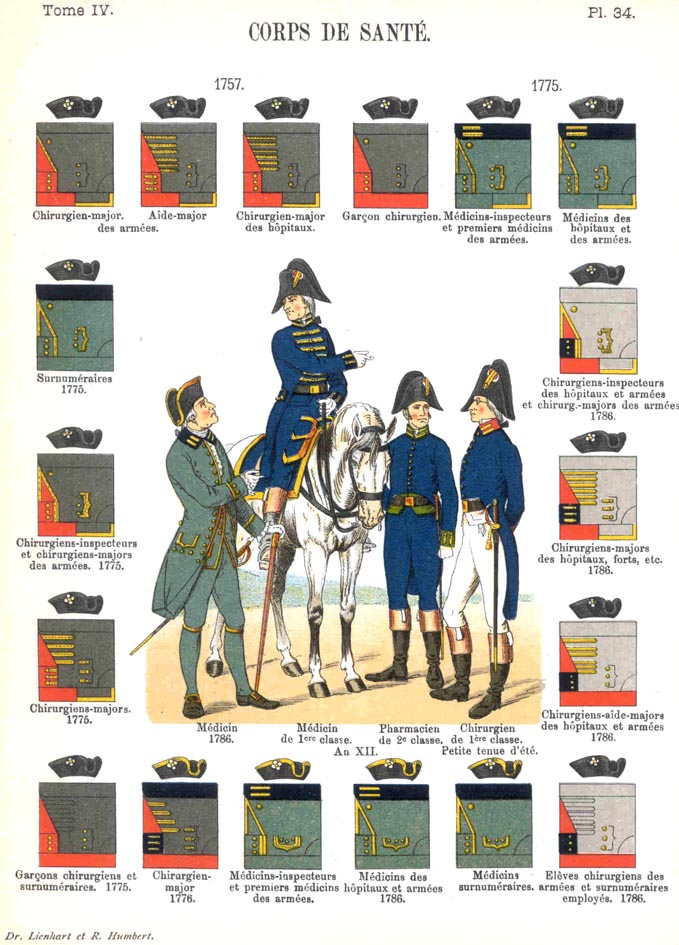
Planche 34 du tome IV des Uniformes de l'Armée française, par le docteur Constant Lienhart et le professeur René Humbert. Corps de santé, 1757.

## Missions

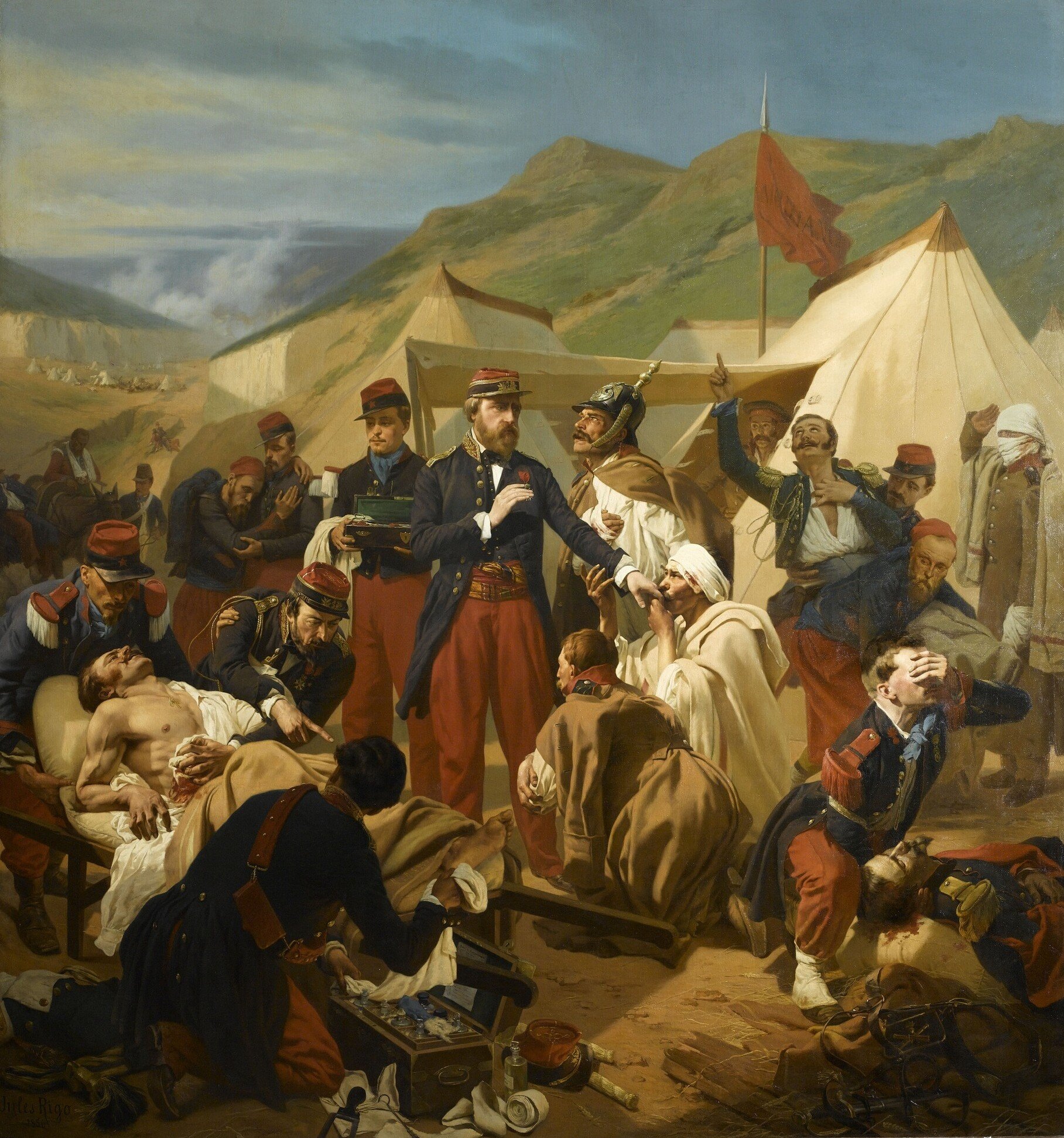
Deux chirurgiens militaires français soignant des blessés de toute origine après la bataille d'Inkermann, le 5 novembre 1854.

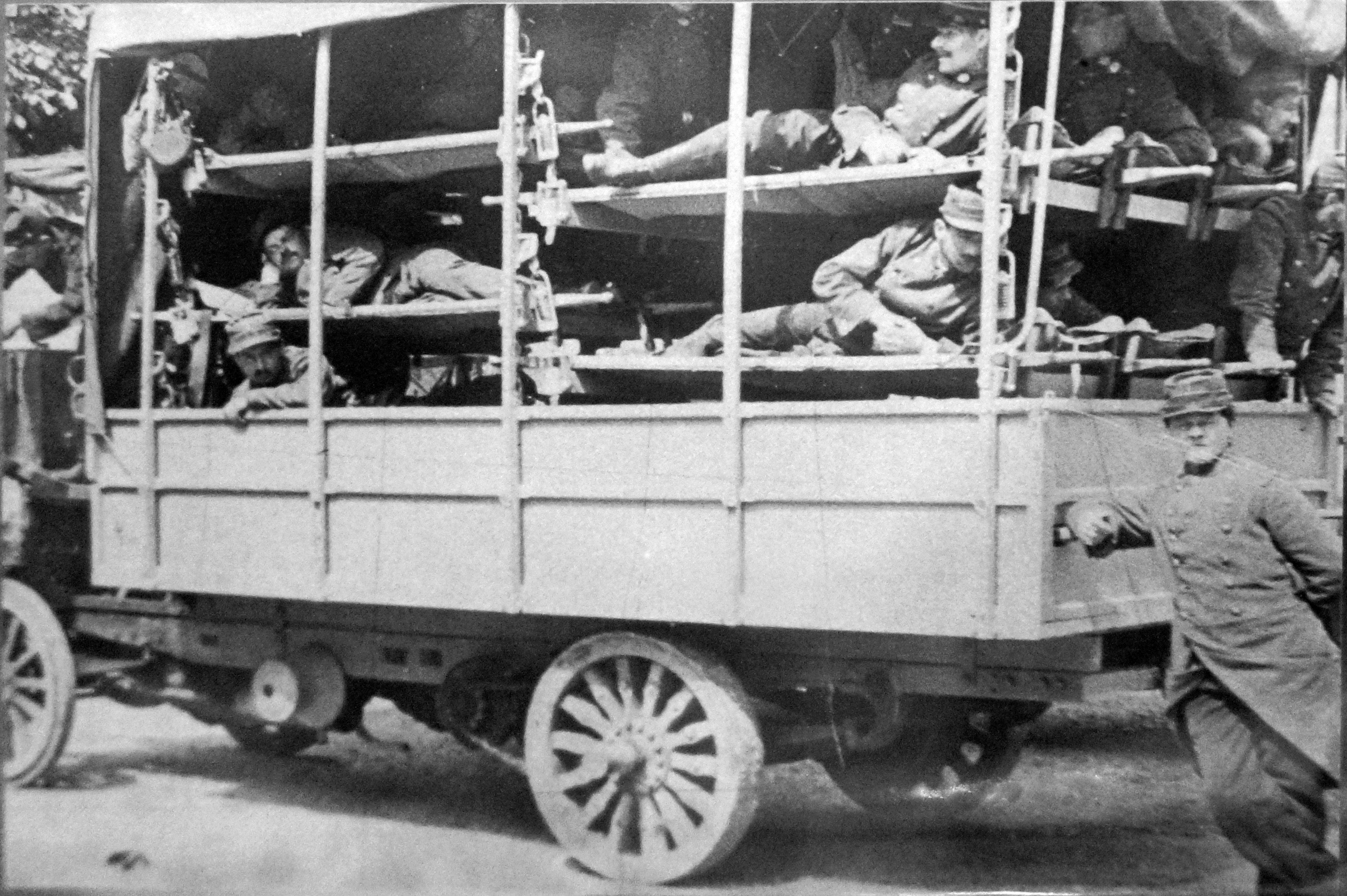
Camion de transport de blessés d'une ambulance chirurgicale automobile de la Première guerre mondiale

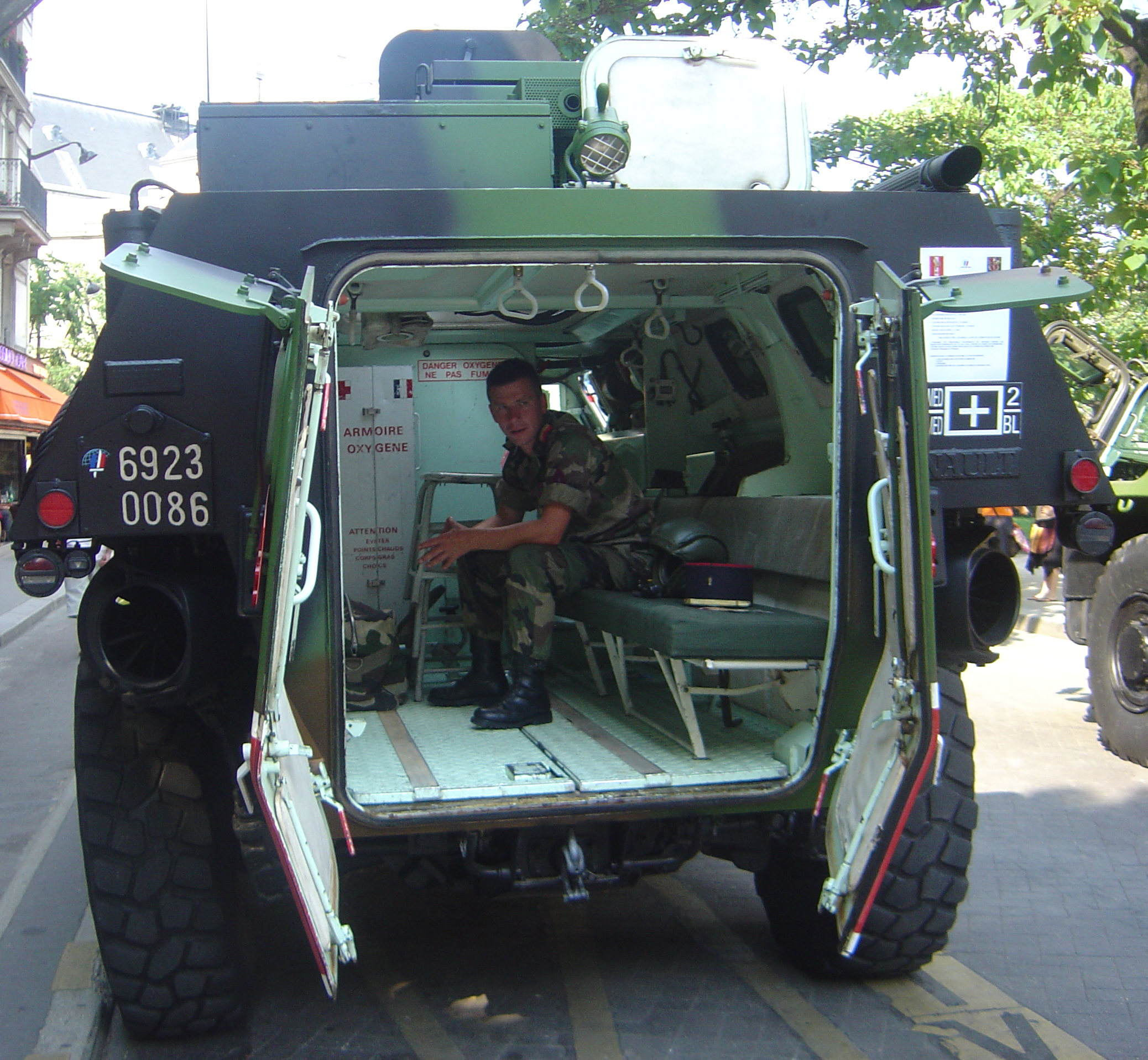
VAB sanitaire en 2005.

### Mission prioritaire: soutien des forces armées
La mission régalienne du SSA est d'assurer le soutien santé des forces armées.
Le SSA contrôle et suit l’état de santé des militaires tout au long de leur vie : surveillances spécifiques, poursuite des traitements, évaluation des séquelles… Il s’assure de leur aptitude pour les opérations par leur mise et leur maintien en condition physique et mentale : sélection, aptitude, vaccinations, soins, protection, éducation sanitaire…
En opérations, le SSA assure la prise en charge des blessés et des malades avec pour objectif de préserver l’intégrité physique et psychologique. Cette prise en charge, depuis la blessure jusqu’au rétablissement complet, est organisée en quatre niveaux :
- les gestes d’urgences et de réanimation réalisés par le poste médical au sein des unités de combat ;
- le traitement chirurgical nécessaire à la survie et limitant les séquelles réalisé par les antennes chirurgicales ;
- le traitement du blessé sur le théâtre dans une formation hospitalière médico-chirurgicale ;
- l’évacuation médicale et le traitement définitif et la rééducation dans les hôpitaux d'instruction des armées en France.

Les évacuations médicales tactiques, sur les théâtres d'opérations, sont réalisées par les hélicoptères Puma, Cougar et Caracal et par des avions de l'armée de l'air de type Transall, Hercules et Casa. Les évacuations médicales stratégiques vers la France sont réalisées par des avions type Falcon, de même qu'avec des Boeing ravitailleurs C135 et A330 MRTT Phenix équipés du dispositif Morphée.
Le SSA constitue, équipe et entraîne la composante santé du soutien opérationnel des forces armées.
Dans le cadre de cette mission prioritaire, le SSA soigne aussi les anciens combattants, les militaires retraités et les membres des familles des militaires.

### Participation à la santé publique: engagement auprès du ministère chargé de la Santé
Sous réserve de la priorité qu'il doit accorder en tout temps à la satisfaction des besoins des armées et compte tenu de la spécificité de ses missions, le service de santé des armées contribue à la politique de santé publique en collaboration avec le ministère des Solidarités et de la Santé. A ce titre, son directeur central est membre du conseil d'administration de l'Agence nationale de santé publique.
- Service public hospitalier : le réseau hospitalier militaire est ouvert à tous les assurés sociaux, en ayant un plan blanc d'établissement et en contribuant aux plans gouvernementaux de secours mis en œuvre pour faire face à un flux de victimes tels que les plans canicule, pandémie grippale, Biotox[14],[12],[15].
- Lutte contre les épidémies : la Pharmacie centrale des armées (PCA) participe à la constitution du stock national des comprimés antiviraux distribués en cas de pandémie grippale.
- L'Institution nationale des Invalides n'est pas rattachée au Service de santé mais placé sous la tutelle du ministre des Anciens combattants. Des praticiens militaires y exercent et sa direction est assurée par un médecin général inspecteur.
- Des Médecins-Conseils placés Hors budget des Armées et affectés auprès de la Caisse nationale militaire de sécurité sociale (CNMSS), dont le siège et la direction sont à Toulon, caisse qui gère également des antennes régionales médico-administratives dirigées par un ou plusieurs médecins des armées.
- Protection NRBC (Nucléaires, Radiologiques, Biologiques, Chimiques) : le Service de santé contribue aux plans d’urgence gouvernementaux destinés à faire face aux risques NRBC en participant aux réseaux d’alertes épidémiologiques et aux réseaux d’experts, en mettant à disposition ses laboratoires et équipes médicales spécialisées, en fournissant des médicaments et en accueillant les patients. La Pharmacie centrale des armées fabrique par exemple des comprimés d’iode distribués aux personnes résidant autour des centrales nucléaires. Le Service dispose ainsi de formations spécialisées :
  - Le Service de protection radiologique des armées (SPRA) est l'expert en radioprotection du ministère des Armées. Il est compétent dans des domaines spécifiquement militaires, comme les armes ou les chaufferies nucléaires embarquées et pour les services d'imagerie médicale et de radiothérapie des hôpitaux militaires.
  - Des outils de prise en charge des victimes : l’Unité médicale de décontamination des armées (UMDA), les unités mobiles de décontamination chimique et les centres de traitement des blessés radio-contaminés (CTBRC) dans les hôpitaux militaires.
  - Des laboratoires, capables d’effectuer des diagnostics dans le domaine NRBC. Le SSA a mis au point des antidotes.

### Engagements auprès d'autres ministères
Le Service de santé des armées met enfin son personnel, son expertise et ses moyens à disposition d'autres ministères que ceux des Armées et de la Santé (les intitulés exacts des ministères peuvent changer) :
- Ministère de l’Intérieur : le Service de santé assure le soutien de tous les effectifs militaires affectés à ce ministère ; en premier lieu ceux de la Gendarmerie nationale, mais aussi les personnels et les missions médicales de la Brigade de sapeurs-pompiers de Paris, du Bataillon de marins-pompiers de Marseille et des unités de la brigade militaire de la sécurité civile (UIISC 1, UIISC 4, UIISC 5 et UIISC 7) ;
- Ministère des Transports : des praticiens des armées exercent au sein du service de santé des gens de mer de plus la sélection et la surveillance médicale d’une part importante du personnel de l’aéronautique civile sont assurées par des médecins militaires au sein du Centre principal d’expertise du personnel navigant (CPEMPN) et des deux centres d'expertise du personnel navigant (CEMPN) ;
- Ministère de l'Europe et des Affaires étrangères : le Service de santé met en œuvre des équipes spécialisées pour des missions humanitaires décidées par le gouvernement lors de catastrophes naturelles, de famines ou d’épidémies ainsi que dans le cadre de missions de coopération militaire et civile à l'international ;
- Ministère des Outre-mer : des praticiens des armées assurent le soutien sanitaire des unités du Service militaire adapté (SMA) et des missions au sein des Terres australes et antarctiques françaises.

## Organisation
L'organisation du service de santé des armées est fixée par les articles R.3232-11 à R.3232-14 du code de la défense et par l'arrêté du 20 décembre 2021.

### Direction centrale du Service de santé des armées

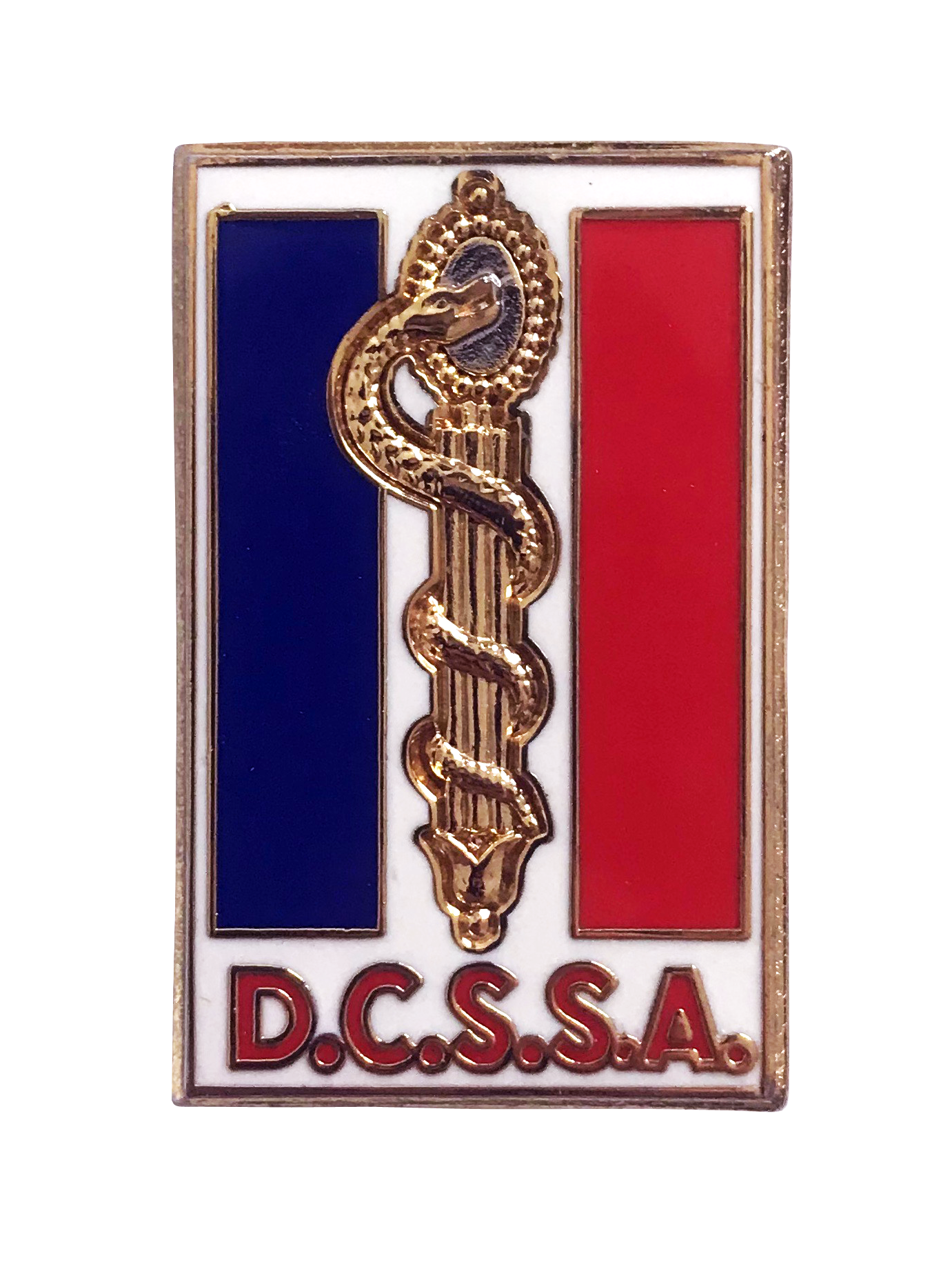
Insigne de la Direction centrale (DCSSA).

Le Service de santé des armées est dirigé par une direction centrale, installée au sein de l'Hexagone Balard et placée sous le commandement d'un officier général ayant rang et appellation de médecin général des armées,. Depuis le 1er juillet 2023, le directeur central est le médecin général des armées Jacques Margery.
La direction centrale du Service de santé des armées a autorité sur six directions créées en septembre 2018 : la Direction de la médecine des forces (DMF), la Direction des hôpitaux des armées (DHA), la Direction des systèmes d'information et du numérique en santé (DSIN-S), la Direction des approvisionnements en produits de santé des armées (DAPSA), la Direction de la formation, de la recherche et de l'innovation (DFRI) et le Département « Accompagnement et gestion des ressources humaines » du Service de santé (DépGRH).

### Direction de la médecine des forces

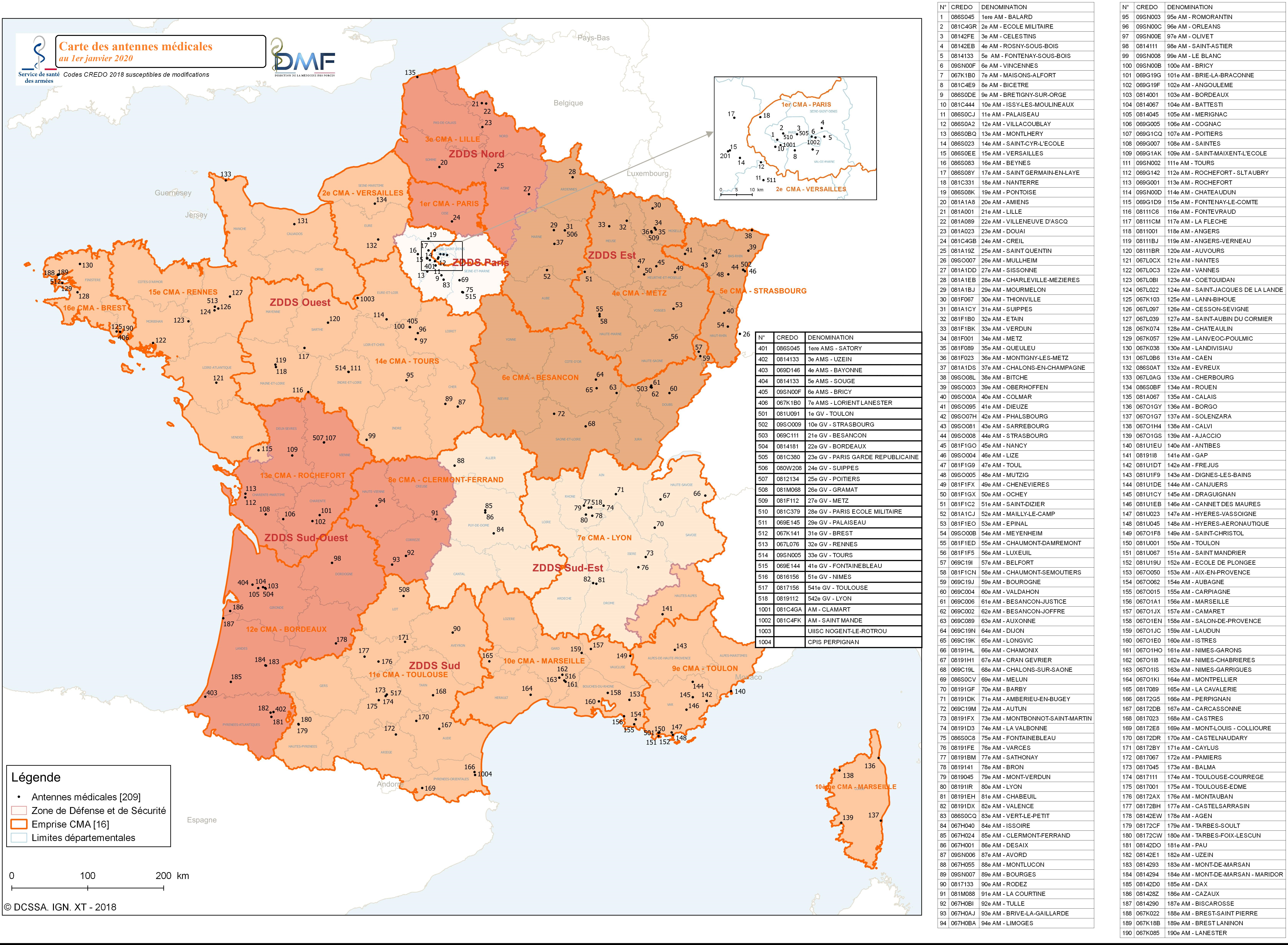
Carte des antennes médicales sur le territoire national (année 2020).

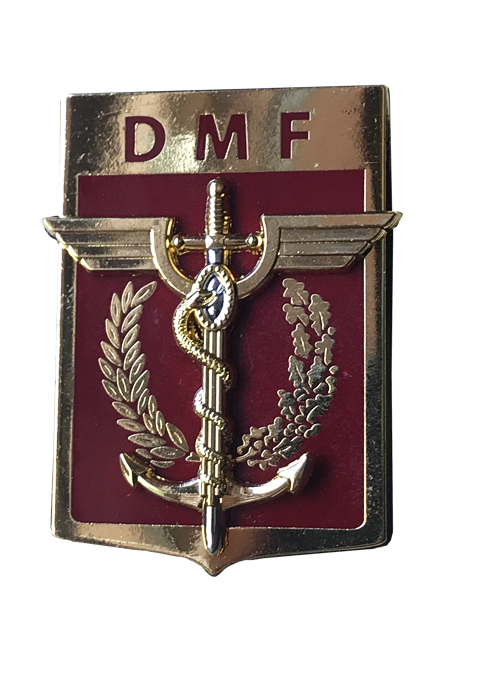
Insigne de la Direction de la médecine des forces (DMF).

Implantée à Tours depuis le 3 septembre 2018 et inaugurée le 16 novembre de la même année, la direction de la médecine des forces (DMF) est la tête de chaine de la composante médecine des forces du service de santé des Armées,.
La DMF est l’autorité hiérarchique des 16 centres médicaux des armées, des trois chefferies du service de santé des Armées (forces d’action navale, forces sous-marines et forces spéciales) et du service de protection radiologique des Armées (SPRA). Elle a également autorité technique sur les huit directions interarmées du SSA (DIASS) et les centres médicaux interarmées (CMIA) basés en outre-mer. Elle est à la tête de près de 5 000 civils et militaires.
La DMF a pour mission de préparer le soutien médical opérationnel de 1er niveau, d'organiser le fonctionnement des établissements de santé au contact des forces armées et de la gendarmerie et de faciliter et sécuriser les pratiques relatives à l’activité médico-militaire, notamment à travers le déploiement d’Axone au sein des antennes médicales.
| Portrait | Grade au moment de la nomination | Directeur de la médecine des forces | Date de prise de poste | Date de prise de poste | Durée            |
| -------- | -------------------------------- | ----------------------------------- | ---------------------- | ---------------------- | ---------------- |
|          | Médecin général inspecteur       | Pierre Lecureux                     | 3 septembre 2018       | [ 21 ]                 | 1 an, 102 jours  |
|          | Médecin général inspecteur       | Jean-François Boin                  | 14 décembre 2019       | [ 22 ]                 | 2 ans, 260 jours |
|          | Médecin générale inspectrice     | Sylvie Paul                         | 1er septembre 2022     | [ 23 ]                 | 1 an, 336 jours  |
|          | Médecin générale inspectrice     | Nathalie Gobert                     | 1er août 2024          | [ 24 ]                 | 298 jours        |

### Direction des hôpitaux des armées

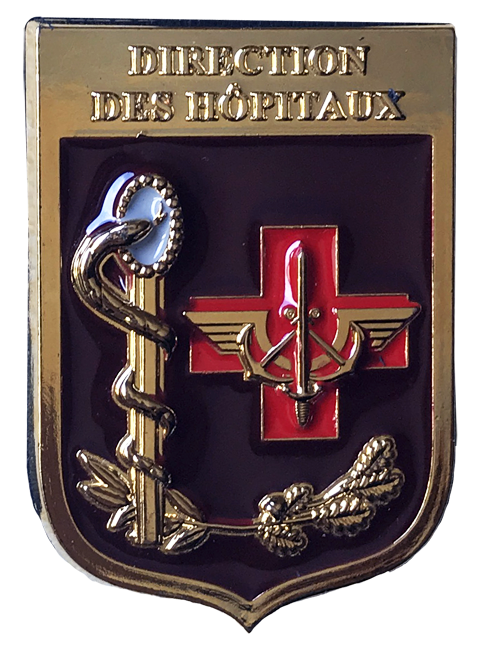
Insigne de la Direction des hôpitaux (DHA).

La Direction des hôpitaux des armées (DHA) est l'autorité supérieure des huit hôpitaux d'instruction des armées (HIA) : l'hôpital Bégin de Saint-Mandé (Val-de-Marne), l'hôpital Clermont-Tonnerre de Brest, l'hôpital Desgenettes de Lyon, l'hôpital Laveran de Marseille, l'hôpital Legouest de Metz, l'hôpital Percy de Clamart (Hauts-de-Seine), l'hôpital Robert Picqué de Villenave-d'Ornon (Gironde) et l'hôpital Sainte-Anne de Toulon. Elle est installée au Fort de Vincennes.
Les hôpitaux d'instruction des armées offrent aux forces armées des soins médicaux et chirurgicaux spécialisés et des moyens d’expertise, complément du soutien assuré par les CMA,. Les militaires blessés sur les théâtres d’opérations extérieurs y sont rappatriés (en priorité à l'hôpital Percy de Clamart). Le personnel des hôpitaux d'instruction des armées est lui-même projeté sur les théâtres d’opérations extérieurs au sein des antennes chirurgicales, des hôpitaux médicochirurgicaux (HMC), et dans le cadre de missions humanitaires. Ils participent également au service public hospitalier en étant ouverts à tous les assurés sociaux. En mars 2020, les huit HIA disposent de  1 750 lits et comptent 2 300 médecins.
En outre, l'hôpital Percy compte en son sein le Centre principal d'expertise médicale du personnel navigant (CPEMPN), et les hôpitaux Robert Picqué et Sainte-Anne les deux centres d'expertise médicale du personnel navigant (CEMPN). Ils sont responsables de l'examen d'aptitude des candidats aux postes de personnel navigant (pilotes, personnel navigant technique et personnel navigant commercial) de l'Armée de l'air, de l'Aviation légère de l'Armée de terre, de l'Aéronautique navale de la Marine nationale et des Forces aériennes de la Gendarmerie nationale, mais aussi de l'aviation civile.
Le Service des archives médicales hospitalières des armées (SAMHA), implanté à Limoges, est rattaché à la direction des hôpitaux des armées.
| Portrait | Grade au moment de la nomination | Directeur des hôpitaux      | Date de prise de poste | Date de prise de poste | Durée            |
| -------- | -------------------------------- | --------------------------- | ---------------------- | ---------------------- | ---------------- |
|          | Médecin général inspecteur       | Geneviève Fidelle Sola      | 3 septembre 2018       | [ 21 ]                 | 301 jours        |
|          | Médecin général inspecteur       | Jean-Claude Rigal-Sastourné | 1er juillet 2019       | [ 28 ]                 | 5 ans, 329 jours |

### Direction de la formation, de la recherche et de l'innovation
La Direction de la formation, de la recherche et de l'innovation (DFRI) exerce sa responsabilité sur les structures de formation du Service de santé, l'Institut de recherche biomédicale des armées (IRBA) et le centre d'épidémiologie et de santé publique des armées.
Les trois établissements actuels de formation initiale et continue du personnel militaire du Service sont l’École de santé des armées, l’École du personnel paramédical des armées et l'École du Val-de-Grâce. La première recrute et forme les médecins, pharmaciens et vétérinaires militaires et la seconde les infirmiers diplômés d'État (IDE) et les aides-soignants des armées. L'École du Val-de-Grâce est pour sa part une école d'application pour les anciens élèves de l'École de santé des armées et de l'École du personnel paramédical des armées ; elle dispense également un enseignement complémentaire pour les médecins, les pharmaciens, les vétérinaires et les officiers d’administration du SSA (issus du Service du commissariat des armées) et assure leur formation continue. Cette école a également sous sa responsabilité le Centre d'enseignement et de simulation à la médecine opérationnelle (CESimMO), organisé en antennes pédagogiques.
| Portrait | Grade au moment de la nomination | Directeur de la formation, de la recherche et de l'innovation | Date de prise de poste | Date de prise de poste | Durée            |
| -------- | -------------------------------- | ------------------------------------------------------------- | ---------------------- | ---------------------- | ---------------- |
|          | Médecin général                  | Dominique Lechevalier                                         | 3 septembre 2018       | [ 30 ]                 | 329 jours        |
|          | Médecin général inspecteur       | Hervé Foehrenbach                                             | 29 juillet 2019        | [ 31 ]                 | 1 an, 124 jours  |
|          | Médecin général                  | Nathalie Koulmann                                             | 1er décembre 2020      | [ 32 ]                 | 4 ans, 176 jours |

### Direction des approvisionnements en produits de santé
La Direction des approvisionnements en produits de santé des armées (DAPSA) est chargée du ravitaillement médical (RAVMED) des forces engagées en opérations extérieures, des hôpitaux d'instruction des armées et des centres médicaux des armées. Pour cela, elle a le statut de centrale d'achat au sens de l'article L.2113-2 du code de la commande publique.
Cette direction fédère six établissements. Situé sur le camp militaire d'Orléans-Chanteau, l'Établissement central des matériels du service de santé des armées (ECMSSA) assure la maintenance et le transport du matériel sanitaire en métropole et sur les théâtres d'opérations extérieurs. La Pharmacie centrale des armées (PCA) produit des médicaments à destination des civils et des militaires. Deux établissements de ravitaillement sanitaire (ERSA) sont implantés à Vitry-le-François (Marne) et à Marseille. « Ultimes maillons de la chaîne avant l’emploi des produits de santé », ils stockent les produits pharmaceutiques fabriqués par la Pharmacie centrale et assurent leur distribution aux établissements de santé militaire sur l'ensemble du territoire national. La plateforme Achats-finances Santé assure enfin les achats et la comptabilité des dépenses nécessaires au fonctionnement du Service de santé.
Le Centre de transfusion sanguine des armées (CTSA) collecte le sang et ses composants et approvisionne en produits sanguins les forces armées stationnées sur le territoire national et déployées en opérations extérieures.
| Portrait | Grade au moment de la nomination | Directeur des approvision- nements en produits de santé | Date de prise de poste | Date de prise de poste | Durée            |
| -------- | -------------------------------- | ------------------------------------------------------- | ---------------------- | ---------------------- | ---------------- |
|          | Pharmacien général               | Annick Pech                                             | 2016                   |                        |                  |
|          | Pharmacien général               | Pascal Favaro                                           | 31 juillet 2018        | [ 34 ]                 | 6 ans, 299 jours |

### Direction des systèmes d'information et du numérique en santé
Préfigurée depuis 2015, la Direction des systèmes d'information et du numérique en santé (DSIN) est installée sur le site de l'hôpital d'instruction des armées Bégin à Saint-Mandé. Elle conçoit et encadre des projets dans les domaines du numérique, de la santé et de la défense, à l'instar de la plateforme nationale et interopérable « Axone » qui permet le suivi des dossiers des patients militaires dans l'ensemble des institutions du Service de santé et en particulier dans les centres médicaux des armées,,.
| Portrait | Grade au moment de la nomination | Directeurs des systèmes d'information et du numérique | Date de prise de poste | Date de prise de poste | Durée            |
| -------- | -------------------------------- | ----------------------------------------------------- | ---------------------- | ---------------------- | ---------------- |
|          | Médecin général                  | Didier Mennecier                                      | 3 septembre 2018       | [ 21 ]                 | 2 ans, 274 jours |
|          | Médecin général inspecteur       | Edouard Halbert                                       | 4 juin 2021            | [ 39 ]                 | 3 ans, 356 jours |

### Département «Accompagnement et gestion des ressources humaines»
Le Département « Accompagnement et gestion des ressources humaines » (DépGRH) est installé au Fort neuf de Vincennes. Il a pour mission d'établir les directives de gestion des ressources humaines pour l'ensemble du Service (personnel civil et militaire). Il exerce son autorité sur les deux centres experts du Service de santé localisés à Toulon, commandés par des officiers supérieurs du corps des commissaires des armées et créés le 1er septembre 2017 :
- Le Centre expert d'administration des ressources humaines (CEARH-SSA), dont la mission est d'assurer l'administration de l'ensemble du personnel militaire du Service ;
- Le Centre expert des ressources humaines solde (CERHS-SSA), dont la mission est de pré-liquider la solde de l'ensemble du personnel militaire du Service de santé et d'une partie du personnel du Service du commissariat des armées[41].

| Portrait | Grade au moment de la nomination | Chefs du Département de gestion des ressources humaines | Date de prise de poste | Date de prise de poste | Durée           |
| -------- | -------------------------------- | ------------------------------------------------------- | ---------------------- | ---------------------- | --------------- |
|          | Médecin général                  | Serge Cueff                                             | 3 septembre 2018       | [ 21 ]                 | 332 jours       |
|          | Pharmacien général               | Gilles Grelaud                                          | 1er août 2019          | [ 42 ]                 | 1 an, 212 jours |
|          | Médecin général                  | Marc-Olivier Gelmann                                    | 1er mars 2021          | [ 43 ]                 | 4 ans, 86 jours |

## Personnel
En 2018, le personnel du service de santé des armées compte plus de 17 730 militaires et civils.

### Personnel militaire
L'effectif militaire propre au SSA est composé des praticiens des armées (internes des hôpitaux, médecins, pharmaciens, vétérinaires, chirurgiens-dentistes), des militaires infirmiers et techniciens des hôpitaux des armées (MITHA) et des volontaires du service de santé des armées.
Ce personnel est soumis à toutes les prescriptions du règlement de discipline générale des militaires. Les praticiens des armées ne sont pas inscrits au tableau des ordres professionnels. Les règles de déontologie qui leur sont propres sont fixées par un décret. Celui-ci prend en compte les situations d’exception dans lesquelles les praticiens militaires peuvent être amenés à exercer leurs professions.

#### Médecins des armées
Les médecins des armées sont habilités à pratiquer tous les actes de diagnostic, de prévention et de traitement. Selon leur spécialité, ils peuvent exercer en tant que médecin généraliste, médecin hospitalier ou chercheur. Au terme d’une carrière technique, ils peuvent occuper des postes d’administration du SSA.

##### Recrutement et formation
Les élèves médecins sont recrutés chaque année par concours au niveau du baccalauréat et certaines années au niveau FGSM2 et DFASM1.
Ils sont inscrits à l'école de santé des armées (ESA) et auprès de l'université de Lyon, dont ils suivent le cursus dans son intégralité : cours magistraux, travaux pratiques, stages hospitaliers. Ils reçoivent de plus 1 800 heures de formation spécifique, non assurée dans le civil, réparties tout au long de leur cursus : formation militaire initiale jusqu'à spécialisée, sauvetage au combat, stages en unité, en médecine générale militaire et chez les pompiers, brevets militaires parachutiste, commando ou plongeur…, anglais… L'objectif est l'acculturation des futurs médecins au milieu militaire et le développement de la vision opérationnelle du métier de praticien des armées. Cette formation médico-militaire est accréditée par la Conférence des Grandes Écoles.
Les élèves médecins militaires se présentent, dans les mêmes conditions que les étudiants civils, aux épreuves du concours sanctionnant la fin du Parcours Accès Santé Spécifique (PASS). Un échec à ce concours peut entraîner leur exclusion de l'école. Les élèves admis à redoubler qui subissent un second échec sont exclus des études médicales.
Après leurs deux premiers cycles d'études médicales (qui durent respectivement deux et quatre ans), les élèves passent l'Examen National Classant (ENC) couramment appelé concours de l'internat. Ce concours civil classe tous les étudiants en fin de sixième année de médecine. Sur la base du résultats à ce concours les élèves militaires sont classés entre eux. Ce classement servira de base pour le choix de la spécialité : 30 % de spécialistes hospitaliers et 70 % de médecins généralistes. Les étudiants en médecine militaire rejoignent un hôpital d'instruction des armées pour effectuer leur troisième cycle correspondant à la formation spécialisée (l'internat). Le suivi pédagogique est assuré par l'école du Val-de-Grâce et les facultés de rattachement de leur hôpital. La durée de cycle varie de trois ans pour la médecine générale à quatre ou cinq ans pour les autres spécialités. Durant cette période, les élèves sont internes des hôpitaux des armées.
Après l'internat, les généralistes serviront dans les centres médicaux des armées, les médecins des autres spécialités feront carrière dans les hôpitaux d'instruction des armées.
Le SSA recrute des médecins déjà en exercice comme officiers sous contrat ou réservistes.
De 1890 à 2011, les écoles du service de santé des armées de Bordeaux (plus connue sous le nom d'école de Santé Navale) et Lyon ont assuré conjointement la formation des médecins de la Marine et des Troupes coloniales, puis des médecins des armées. En 2011, les deux écoles du service de santé des armées de Lyon et Bordeaux ont fermé. Elles ont été remplacées par une seule et même école implantée sur le site de l'ancienne ESSA de Lyon : l'école de santé des armées (ESA).

#### Pharmaciens des armées
Les pharmaciens des armées sont chargés du ravitaillement des forces armées en produits de santé, de fonctions hospitalières en pharmacie à usage intérieur et biologie médicale et de recherche biomédicale.
Les élèves pharmaciens sont recrutés par concours commun avec les élèves médecins. Ils sont inscrits auprès de l'université de Lyon où ils suivent le même enseignement que les étudiants civils. Comme les élèves médecins, ils reçoivent de plus 1 800 h  de formation spécifique, non assurée dans le civil, réparties tout au long de leur cursus : formation militaire initiale jusqu'à spécialisée, sauvetage au combat, stages, brevets militaires, anglais... L'objectif est leur acculturation au milieu militaire et le développement de la vision opérationnelle du métier de praticien des armées. Cette formation médico-militaire est accréditée par la Conférence des Grandes Écoles.
De 1890 à 1984, la formation des pharmaciens de la Marine, puis des pharmaciens des armées a été également assurée par l'école de santé navale de Bordeaux[réf. souhaitée]. Le recrutement des élèves pharmaciens à Bordeaux a été arrêté en 1978[réf. souhaitée], en prélude du regroupement des deux ESSA sur le site de Lyon Bron, qui n'eut finalement lieu qu'en 2011. Près de 600 pharmaciens militaires ont été formés à Bordeaux[réf. souhaitée].
Ils se présentent, dans les mêmes conditions que les étudiants civils, aux épreuves du concours sanctionnant la fin de la première année commune des études de santé (PACES). Un échec à ce concours peut entraîner leur exclusion de l'école.
Les études pharmaceutiques s'effectuent sur deux cycles durant respectivement deux et quatre ans. Le second cycle est sanctionné par la soutenance d'une thèse et par une année d'application à l'école du Val-de-Grâce.
À l'issue de ce parcours, ils choisissent leur affectation en fonction de leur classement.
Il est cependant possible d'intégrer ce corps par d'autres moyens. On peut y accéder par recrutement dit « latéral » en troisième année de médecine civile. On peut aussi souscrire un contrat de cinq ans renouvelable ou à un contrat de réserve pour les pharmaciens déjà en exercice.

#### Vétérinaires des armées
Les vétérinaires des armées sont chargés du soin des animaux militaires (chiens et chevaux) et de missions de santé publique vétérinaire telles que le contrôle, l’expertise et le conseil en matière d'hygiène des aliments et de l’eau, de lutte contre les zoonoses et les épizooties, de police sanitaire vis-à-vis des mouvements d’animaux militaires. Ils peuvent aussi exercer des activités de recherche.
Les élèves vétérinaires sont recrutés par un concours sur titres, parmi les candidats admis dans les écoles nationales vétérinaires. Ils contractent un engagement au titre de l'ESA de Lyon-Bron. Ils accomplissent leurs études par détachement auprès de l'école nationale vétérinaire dans laquelle ils ont été admis. Ils passent les mêmes examens que les étudiants civils et soutiennent leur thèse de doctorat vétérinaire en fin de scolarité.
À l'issue de ce parcours, ils choisissent leur affectation en fonction de leur classement.
Il est cependant possible d'intégrer ce corps par d'autres moyens. On peut y accéder par recrutements dits « semi-direct » et « latéral » respectivement au cours et à l'issue de la scolarité en école vétérinaire. On peut aussi souscrire un contrat de deux ans renouvelable ou un contrat de réserve pour les vétérinaires libéraux.

#### Chirurgiens-dentistes des armées
Les chirurgiens-dentistes des armées sont des personnels chargés de prodiguer des soins dentaires aux forces armées.
Leurs missions s'exercent selon quatre types de missions, hiérarchisées selon l'ordre suivant :
1. activité de soins et réalisation de prothèses ;
2. aptitude et expertise ;
3. prévention, information et formation ;
4. identification.

Ils participent à l'ensemble des missions du service de santé, en France comme à l'étranger. Ils participent aux opérations extérieures au titre du soutien médical spécialisé.
Le SSA compte, en 2016, 45 chirurgiens-dentistes.
Ils bénéficient d'un matériel récent, moderne et performant, que ce soit en France ou en opération.
Ils exercent en France soit au sein des hôpitaux d'instruction des armées, soit au sein des centres médicaux des armées.
Depuis la fin de la conscription, le corps professionnel des chirurgiens-dentistes des Armées a été créé en 2000 afin de répondre aux besoins des forces armées. En fonction des besoins du SSA, il peut être proposé aux élèves de l'école du service de santé des armées ayant échoué à deux reprises au concours de fin de première année commune aux  études de santé (PACES), mais étant reçus en rang utile pour les études dentaires, d'être maintenus au sein de l'école du service de santé des armées de Bron afin de suivre une formation de chirurgien-dentiste des armées.
À l'issue de ce parcours, ils choisissent leur affectation en fonction de leur classement.
De 2002 à 2009, l'école du service de santé des armées de Bordeaux a assuré la formation de 3 dentistes des armées, l'école du service de santé des armées de Lyon a quant à elle assuré la formation de 4 chirurgiens-dentistes. Cette voie de formation est actuellement temporairement suspendue.
Il est cependant possible d'intégrer ce corps par d'autres voies. On peut y accéder par recrutement dit « collatéral » en cours d'études odontologiques civiles pour les étudiants de la 2e à la 6e année. On peut aussi souscrire un contrat (statut d'officier sous contrat, en général pour trois à cinq ans renouvelables) ou à un contrat de réserve pour les chirurgiens-dentistes déjà en exercice. Il est ensuite possible de passer sous statut de carrière par voie de concours interne.

#### Commissaire des armées / santé
Le corps des OCTASSA (officiers du corps technique et administratif du SSA) a été dissous en 2013 et ses officiers versés dans le corps des commissaires des armées, relevant du Service du commissariat des armées.

#### Militaires infirmiers et techniciens des hôpitaux des armées
Les militaires infirmiers et techniciens des hôpitaux des armées (MITHA) sont des paramédicaux et des secrétaires médicales dont le statut est calqué sur celui de la fonction publique hospitalière.
Les MITHA sont répartis en 13 corps : directeurs des soins paramédicaux, cadres de santé, infirmiers, infirmiers anesthésistes, infirmiers de bloc opératoire, préparateurs en pharmacie, orthoptistes, orthophonistes, secrétaires médicales, masseurs-kinésithérapeutes, etc.
Les MITHA sont recrutés sur titres (diplômes) pour servir dans les HIA.
Les sous-officiers des trois armées qui obtiennent le diplôme d'État d'infirmier à l'issue d'une préparation à l'école du personnel paramédical des armées (EPPA) passent sous statut MITHA. Ils servent alors majoritairement dans les forces.

#### Combattants Secouristes (Auxiliaires Sanitaires)
On retrouve également des Auxiliaires Sanitaires du grade de soldat à caporal Chef, ils sont en première ligne aux côtés des troupes. Leur rôle est de soigner , et de porter secours ainsi que d'évacuer en urgence des personnels blessés.  En antenne médicale, ils sont primo intervenant lors de prise en charge car seuls spécialistes au brancardage.  Formés au secours au combat de niveau 1 et 2 , sous la supervision de l'infirmier ils peuvent perfuser un patient, effectuer de nombreux soins et des vaccinations. Ils sont également essentiel au fonctionnement de l'antenne Médicale en effectuant les biométries des militaires d'active, de réserve et des futurs engagés. Ils ont également le rôle de secrétaire médicale en accueillant les patients et en traitant leurs données dans le logiciel « Axone »,.
Ils partent souvent en terrain et en mission. Ils peuvent passer 2 diplômes valorisant dans le civil : Auxiliaire Ambulancier et Ambulancier.

### Grades (historiques)
Ci-après figurent les listes des anciennes appellations de grade des praticiens militaires avec l'assimilation de grade dans la hiérarchie militaire générale.

### Personnel civil
Le SSA compte 4 997 personnels civils[réf. souhaitée].
Le personnel civil est employé sous statut fonctionnaire, ouvrier d’État ou contractuel. Il exerce des fonctions administratives, techniques ou paramédicales. Cinquante-cinq pour cent (55 %) des civils du SSA sont des paramédicaux employés dans les hôpitaux militaires. Les civils sont aussi affectés dans les directions, écoles, établissements de ravitaillement sanitaire et le centre de recherche.

### Budget
Le budget du SSA est, pour 2023, de 1,6 milliard d’euros, soit 3,7 % des crédits de la mission « Défense » (hors contribution au CAS « Pensions »), dont 1,2 milliard d’euros de dépenses de personnel. Les effectifs s’élèvent à 14 183 équivalents temps plein au 31 décembre 2022.